# كاتي كيلي (تريثلت)
كاتي كيلي (بالإنجليزية: Katie Kelly)‏ هي تريثلت أسترالية، ولدت في 6 فبراير 1975 في Casino, New South Wales ‏ في أستراليا.

## وصلات خارجية
- كاتي كيلي على موقع اتحاد الترياتلون الدولي (الإنجليزية)
- كاتي كيلي على موقع Paralympic.org (الإنجليزية)
- كاتي كيلي على موقع IPC.InfostradaSports.com (مؤرشف) (الإنجليزية)
- كاتي كيلي على موقع اللجنة البارالمبية الأسترالية (الإنجليزية)